# Модератор (конференція)
Модератор — це учасник дискусії чи дебатів, що виконує спеціальну роль: діючи з нейтральної позиції, він утримує інших учасників в рамках теми обговорення, часових обмежень та правил дискусії. Іноді модератор може ставити питання, які дозволяють учасникам дебатів краще розкрити свої погляди на предмет обговорення та аргументувати свою позицію, а також роблять дискусію більш жвавою.
Зазвичай на початку дискусії модератор представляє учасників. Якщо дискусія чи дебати передбачають запитання аудиторії, модератор керує цим процесом, у тому числі може фільтрувати запитання.
На конференціях чи «неконференціях» модератор на початку оголошує розклад та пояснює правила, а надалі слідкує за дотриманням розкладу та виконанням правил.